# Mediophrixus pinuum
Mediophrixus pinuum är en kräftdjursart som beskrevs av Clements Robert Markham1990. Mediophrixus pinuum ingår i släktet Mediophrixus och familjen Bopyridae. Inga underarter finns listade i Catalogue of Life.